# Новоселицька сільська рада (Долинський район)
| Новоселицька сільська рада — орган місцевого самоврядування у Долинському районі Івано-Франківської області з адміністративним центром у с. Новоселиця. Водоймища на території, підпорядкованій даній раді: річка Свіча. Сільській раді підпорядковані населені пункти: - с. Новоселиця |

## Склад ради
Рада складається з 16 депутатів та голови.

### Керівний склад ради
| ПІБ                         | Основні відомості                                            | Дата обрання | Дата звільнення |
| --------------------------- | ------------------------------------------------------------ | ------------ | --------------- |
| Бабушка Василь Омелянович   | Сільський голова, 1958 року народження, освіта, безпартійний | 26.03.2006   | 31.10.2010      |
| Ісайчук Роман Володимирович | Сільський голова, 1982 року народження, освіта вища          | 31.10.2010   |                 |

Примітка: таблиця складена за даними джерела